# Ісаєв Алі Ісайович
Алі Ісайович Іса́єв (азерб. Əli İsayev, рос. Али Исаевич Исаев; нар. 18 грудня 1983, село Мекеги, Левашинський район, Дагестанська АРСР, РРФСР) — азербайджанський борець вільного стилю, переможець та срібний призер чемпіонатів Європи, срібний призер Кубку світу, учасник Олімпійських ігор.

## Біографія
Боротьбою займається з 1999 року. Вихованець СДЮШОР «Спартак», м. Махачкала. Тренери: Магомед Джафаров, Курбан Газієв.

## Спортивні результати на міжнародних змаганнях

### Виступи на Олімпіадах
| Змагання                    | Збірна      | Вагова категорія           | Місце |
| --------------------------- | ----------- | -------------------------- | ----- |
| Літні Олімпійські ігри 2008 | Азербайджан | вільна боротьба, до 120 кг | 14    |

### Виступи на Чемпіонатах світу
| Змагання                        | Збірна      | Вагова категорія           | Місце |
| ------------------------------- | ----------- | -------------------------- | ----- |
| Чемпіонат світу з боротьби 2007 | Азербайджан | вільна боротьба, до 120 кг | 9     |
| Чемпіонат світу з боротьби 2009 | Азербайджан | вільна боротьба, до 120 кг | 8     |
| Чемпіонат світу з боротьби 2010 | Азербайджан | вільна боротьба, до 120 кг | 5     |

### Виступи на Чемпіонатах Європи
| Змагання                         | Збірна      | Вагова категорія           | Місце  |
| -------------------------------- | ----------- | -------------------------- | ------ |
| Чемпіонат Європи з боротьби 2007 | Азербайджан | вільна боротьба, до 120 кг | 5      |
| Чемпіонат Європи з боротьби 2008 | Азербайджан | вільна боротьба, до 120 кг | Срібло |
| Чемпіонат Європи з боротьби 2009 | Азербайджан | вільна боротьба, до 120 кг | Золото |
| Чемпіонат Європи з боротьби 2010 | Азербайджан | вільна боротьба, до 120 кг | 14     |

### Виступи на Кубках світу
| Змагання                    | Збірна      | Вагова категорія           | Місце  |
| --------------------------- | ----------- | -------------------------- | ------ |
| Кубок світу з боротьби 2009 | Азербайджан | вільна боротьба, до 120 кг | Срібло |
| Кубок світу з боротьби 2010 | Азербайджан | вільна боротьба, до 120 кг | 5      |
| Кубок світу з боротьби 2011 | Азербайджан | вільна боротьба, до 120 кг | 8      |
| Кубок світу з боротьби 2012 | Азербайджан | вільна боротьба, до 120 кг | 10     |
| Кубок світу з боротьби 2013 | Азербайджан | вільна боротьба, до 120 кг | 13     |

### Виступи на інших змаганнях
| Змагання                                                      | Збірна      | Вагова категорія           | Місце  |
| ------------------------------------------------------------- | ----------- | -------------------------- | ------ |
| Гран-прі Німеччини з боротьби 2007                            | Азербайджан | вільна боротьба, до 120 кг | 5      |
| Олімпійський кваліфікаційний турнір з боротьби 2008 (Мартіні) | Азербайджан | вільна боротьба, до 120 кг | 7      |
| Золотий Гран-прі з боротьби 2008                              | Азербайджан | вільна боротьба, до 120 кг | Золото |
| Гран-прі «Іван Яригін» 2009                                   | Азербайджан | вільна боротьба, до 120 кг | 5      |
| Золотий Гран-прі з боротьби 2009                              | Азербайджан | вільна боротьба, до 120 кг | Срібло |
| Золотий Гран-прі з боротьби 2010 (Баку)                       | Азербайджан | вільна боротьба, до 120 кг | Бронза |
| Турнір Алі Алієва 2011                                        | Азербайджан | вільна боротьба, до 120 кг | 7      |
| Золотий Гран-прі з боротьби 2011 (Баку)                       | Азербайджан | вільна боротьба, до 120 кг | 5      |
| Київський Міжнародний турнір з боротьби 2012                  | Азербайджан | вільна боротьба, до 120 кг | 18     |
| Золотий Гран-прі з боротьби 2012 (Баку)                       | Азербайджан | вільна боротьба, до 120 кг | Бронза |
| Турнір Алі Алієва 2012                                        | Азербайджан | вільна боротьба, до 120 кг | Бронза |
| Турнір Алі Алієва 2013                                        | Азербайджан | вільна боротьба, до 120 кг | 10     |
| Золотий Гран-прі з боротьби 2013 (Баку)                       | Азербайджан | вільна боротьба, до 120 кг | Срібло |
| Турнір Алі Алієва 2014                                        | Азербайджан | вільна боротьба, до 125 кг | Золото |
| Золотий Гран-прі з боротьби 2014 (Баку)                       | Азербайджан | вільна боротьба, до 125 кг | 9      |
| Кубок Рамзана Кадирова 2014                                   | Азербайджан | вільна боротьба, до 125 кг | Бронза |
| Інтерконтинентальний кубок з боротьби 2014                    | Азербайджан | вільна боротьба, до 125 кг | 7      |
| Турнір Алі Алієва 2016                                        | Азербайджан | вільна боротьба, до 125 кг | Бронза |
| Золотий Гран-прі з боротьби 2016                              | Азербайджан | вільна боротьба, до 125 кг | 10     |